# Eoptyelus
Eoptyelus is een geslacht van halfvleugeligen uit de familie Aphrophoridae. De wetenschappelijke naam van dit geslacht is voor het eerst geldig gepubliceerd in 1921 door Jacobi.

## Soorten
Het geslacht Eoptyelus  is monotypisch en omvat slechts de volgende soort:
- Eoptyelus buruensis Schmidt, 1926